# Barwy drugorzędowe

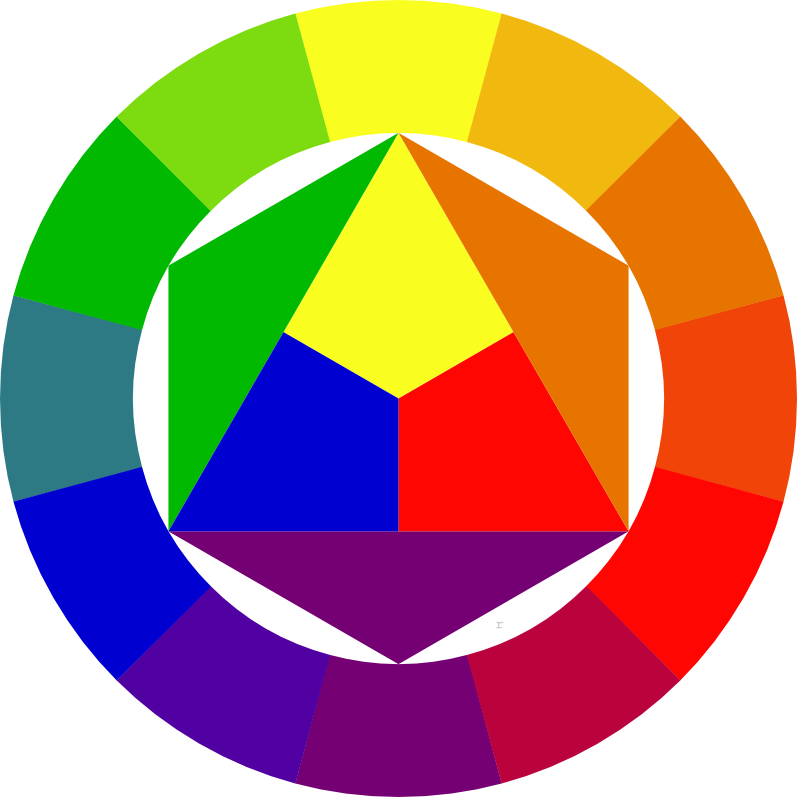
Mieszanie barw

Barwy drugorzędowe (inaczej wtórne lub pochodne) – kolory otrzymywane przez zmieszanie ze sobą dwóch barw podstawowych. Barwy wtórne dla światła (model addytywny) są jednocześnie barwami podstawowymi pigmentów (model subtraktywny).

## Przykłady
Kolory dopełniające światła
- Błękit cyjanowy
- Purpura
- Żółcień

Kolory pigmentów
- Czerwień
- Zieleń
- Błękit ciemny